# Kang Hyun-muk
Pour les articles homonymes, voir Kang.
Kang Hyun-muk (en coréen : 강현묵), né le 28 mars 2001 en Corée du Sud, est un footballeur sud-coréen évoluant au poste de milieu offensif au Gimcheon Sangmu, en prêt du Suwon Samsung Bluewings.

## Biographie

### En club
Kang Hyun-muk est formé par le Suwon Samsung Bluewings. C'est avec ce club qu'il commence sa carrière professionnelle, jouant son premier match lors d'une rencontre de K League 1 le 15 août 2020, face au Jeonbuk Hyundai Motors. Il est titularisé et son équipe s'incline par trois buts à un.
Le 18 avril 2021, Kang Hyun-muk inscrit son premier but en professionnel, lors d'une rencontre de championnat contre le Ulsan Hyundai. Titulaire ce jour-là, il marque le deuxième but de son équipe, puis délivre une passe décisive pour Jung Sang-bin. Il contribue ainsi à la victoire de son équipe par trois buts à zéro,.

### En sélection
Kang Hyun-muk est convoqué avec l'équipe de Corée du Sud des moins de 23 ans, en septembre 2022.